# Albrecht Fodyga
Albrecht Fodyga, właśc. Fodige (ur. w XVI wieku, zm. przed 1626) – wójt i radny szydłowiecki, murator oraz architekt pochodzenia włoskiego. Brat stryjeczny Kaspra Fodygi budowniczego ratusza szydłowieckiego. 
Przybył z Mesocco i po 1596 roku a przed 1600 rokiem sprowadzony do Polski, wraz z bratem, przez Radziwiłłów do Nieświeża, gdzie wykonywał bliżej nieokreślone zadania. Stamtąd trafił do radziwiłłowskiego Szydłowca, gdzie powierzono mu prace przy przebudowie zamku, a Kacprowi i Sebastianowi dozór nad robotami przy ratuszu. 
Prawdopodobnie, od 1610 roku, był wójtem Szydłowca, chociaż inne źródła podają go za radnego miejskiego. Dowodem na to jest spis burmistrzów Szydłowca księdza Jana Wiśniewskiego.